# Sur (deserto)
Sur (em hebraico: שור, cujo significado é "muro") lugar de limite, é um local mencionada na Bíblia que possivelmente se refere a um deserto ao leste do golfo de Suez. Provavelmente o nome se refere ao muro de montanhas do planalto de Tih, visível a partir do litoral da planície.

## Na Bíblia
No Antigo Testamento, em Gênesis 16:7, é dito que Agar, em Cades (Gênesis 16:14), foi encontrada pelo Anjo de Yahweh "no caminho de Sur". Abraão também viveu "entre Cades e Sur", como descreve Gênesis 20:1. A posição de Sur é descrita como sendo "próximo à fronteira do Egito, na direção de quem vai para Assíria" (Gênesis 15:18). Após atravessar o mar Vermelho (Êxodo 15:4), os hebreus entraram no deserto de Sur, que se estendia em direção a uma distância de três dias de viagem (Êxodo 15:22), após o qual chegaram a Mara (Êxodo 15:23). Também é observado (1 Samuel 15:7) como sendo no sentido oposto e próximo ao Egito (1 Samuel 27:8). Desta forma, conclui-se que sua localização ficava ao leste do mar Vermelho e dos lagos amargos.

## Egiptologia
Brugsch propôs considerar Sur (o "muro") como sendo equivalente ao anbu ("muro") egípcio, o nome de uma fortificação de algum tipo, aparentemente próximo de Kantarah (Migdol), que provavelmente bloqueava a entrada ao Egito, na estrada de Pelusa de Zoã. A extensão desse "muro" é desconhecida, mas Brugsch a relaciona com o muro mencionado por Diodoro Sículo que escreveu c. 8 a.C. e que o atribuiu a Sesóstris (provavelmente [[Ramessés II]|Ramessés II]]]]), o qual defendeu "o lado leste do Egito contra as invasões dos sírios e árabes, através de um muro delineado de Pelusa até os desertos tão distantes de Heliópolis, para um espaço de 1 500 estádios". Heliópolis à 144 quilômetros ao sudoeste de Pelusa.